# توم شامبرز (سياسي)
توم شامبرز هو سياسي كندي، ولد في 7 يوليو 1928 في كندا، وتوفي في 23 يونيو 2018. حزبياً، نشط في الرابطة التقدمية المحافظة في ألبرتا ‏. وقد انتخب عضو الجمعية التشريعية ألبرتا.